# Сухарівка
Сухарі́вка — село в Україні, в Народицькій селищній територіальній громаді Коростенського району Житомирської області. Населення за переписом 2001 року становить 196 осіб.

## Населення
Станом на 1 жовтня 1941 року в селі налічувалось 94 дворів та 349 мешканців, в тому числі: чоловіків — 138 та жінок — 211.

## Історія

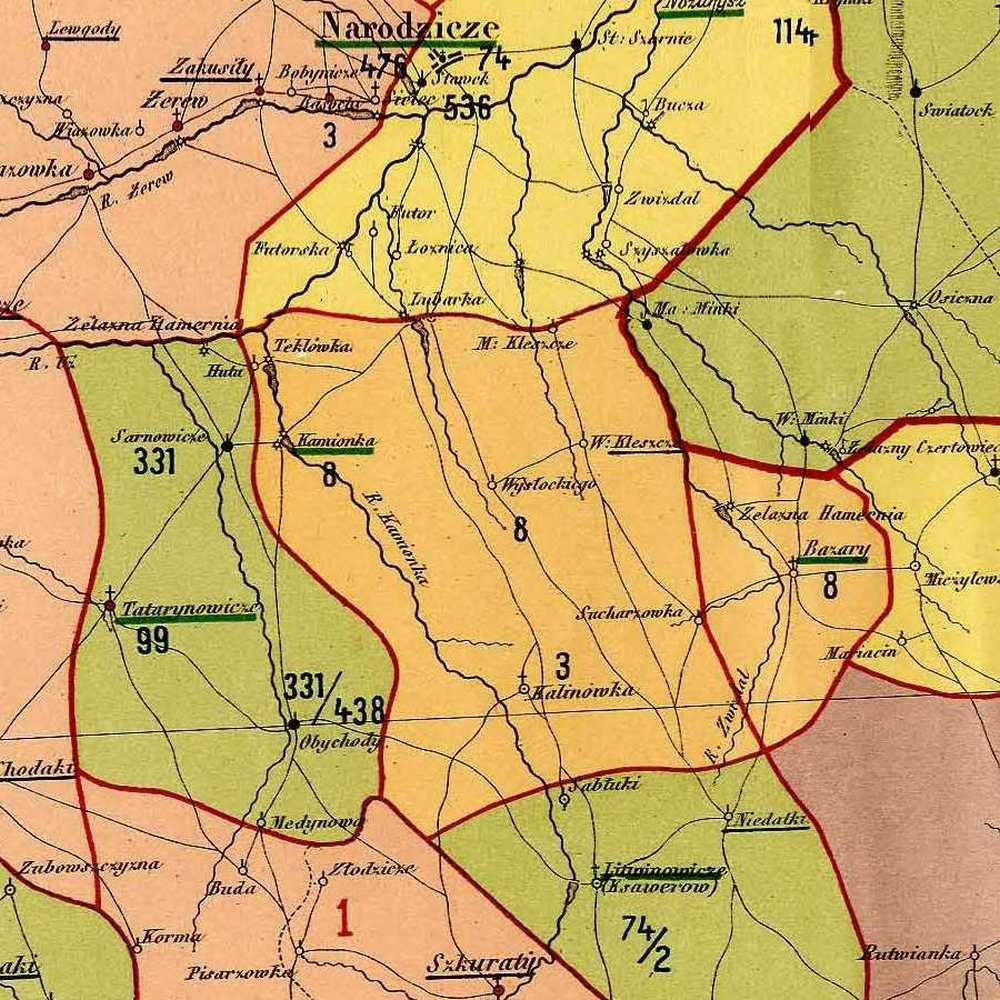
Атлас «Землі Руські» Речі Посполитої періоду ХVІ-ХVІІ століть.

- 1613 рік — історична дата утворення с. Сухарівка.[2]
- XVI-XVII століття — це поселення позначене в атласі «Землі Руські» Речі Посполитої періоду XVI-XVII століть, як невеличке поселення, хутір, фільварок з назвою — «Sucharzowka» (польск.).[3]
- поч. XIX століття — католики дєрєвни Сухарівка належали до парафії (релігійної громади) костьолу Св. Теклі (містечко Народичі), Овруцького деканату, Луцько-Житомирської римо-католицької духовної консисторії.[4]
- 1846-63 роки — в «деревне Сухоревка» (рос.) стояв господський (панський) двір.[5]
- 1859 рік — «Сухаровка» (рос.) — дєрєвня поміщицька. Перебуває в межах Овручського повіту (уѣзда) Волинської губернії. Належить до 1 стану. Знаходиться при річці «Толоконь» на відстані від повітового міста 50 верст, від стану — 25 верст.

```
                         Має 33 двори де проживає: 
                         - чоловіків - 133, 
                         - жінок - 133, 
                         всього жителів - 266.  
```

(Дані з Списку населених місцевостей 1 стану Овручського повіту (уѣзда) Волинської губернії 1859 року).
- 1860 рік — «деревня Сухаровка» (рос.) знаходиться при струмку …, має … колодців. Православна громада дєрєвни приписана до Базарського Покровського приходу.

```
                         Число прихожан: 
                         - чоловічої статі - 100, 
                         - жіночої статі - 115, 
                         всього - 215 прихожан. 
                         Прихожани належать до:
                         - відомства поміщицького: чоловічої статі - 94, жіночої статі - 102;
                         - відомства військового: чоловічої статі - 2, жіночої статі - 8.
                         - вільнопрживаючі: чоловічої статі - 4, жіночої статі - 5.
```

(Дані по Базарському Покровському приходу).
- 1866 рік — «Сухаровка» (рос.) — дєрєвня приватного володіння. Знаходиться при струмку «Толоконь», на відстані від повітового міста — 50 верст, від стану — 24 версти.

```
                         Має 33 двори де проживає: 
                         - чоловіків - 158, 
                         - жінок - 166, 
                         всього жителів - 324. 
                         Зокрема: 
                         - православних: чоловіків - 145, жінок - 146;
                         - римо-католиків: чоловіків - 6, жінок - 11;
                         - євреїв: чоловіків - 7, жінок - 9.
```

(Дані з Списку населених місцевостей 1 стану Овручського повіту (уѣзда) Волинської губернії 1866 року).
- 1888 рік — «деревня Сухаровка» (рос.) належить до приходу православної церкви Покрова Пр. Богородиці містечка Базар.[9]
- 1906 рік — «деревня Сухаровка» (рос.) перебуває в межах Базарської волості,

```
                         має 86 дворів, 
                         де проживає 541 житель чоловічої та жіночої статі. 
```

Належить до 1 стану. Поштова адреса — «г. Овручъ».
- 1 грудня 1910 року — «дєрєвня Сухаровка» (рос.) перебуває в межах Овручського (уѣзда) Базарської волості,

```
                         має 96 дворів, 
                         де проживає 710 жителів чоловічої та жіночої статі. 
```

Найближчі станції: залізнична — «Малинъ»(рос.) — 33 версти; поштова — «Базаръ»(рос.) — 3 версти; телеграфна — «Малинъ» (рос.) — 35 верст.
- 1913 рік — в «д. Сухаровка» (рос.) найбільший землевласник «Шпрингеръ Мих. Мих.», володіє 170 д. землі.[12]
- 1941 рік — село Сухарівка перебуває в межах Базарського району,

```
                         має 94 двори 
                         в яких проживає 349 мешканців. 
                         З них 
                         - чоловічої статі - 138 
                         - жіночої статі - 211.
[
13
]
```

Після Люблінської унії, як і інші населені пункти Правобережної України, належало до Польщі. 1793 року, внаслідок возз'єднання Правобережної України з Лівобережною, село увійшло до складу Росії і належало до Базарської волості Овруцького повіту Волинської губернії. В останній чверті XIX ст. село було основним типом сільського поселення, а на початку XX ст. Місцеві мешканці почали активно переселятися із багатодвірних населених пунктів на нові малодвірні — хутори. Зупинився цей процес у роки радянської влади — через колективізацію та усуспільнення земельних ресурсів. З 1923 року село підпорядковане до Базарської сільської ради. З 21 січня 1959 року село належало до Народицького району. З 30 грудня 1962 року — до Овруцького району. З 07 січня 1963 року — до Малинського району. 20 вересня 1989 року утворено Сухарівську сільську раду.

## Сьогодення
- Село має 1 довгу вулицю. Права сторона тягнеться вздовж колишньої річки Звіздаль, що дає можливість облаштовувати власні водойми.
- Чудові ліси, багаті грибами та ягодами. 2 рибні ставки, які утворюють каскад. Рівень радіації не перевищує норму.
- В селі є магазин, який постійно забезпечує населення широким асортиментом продуктів, галантереї, будівельних матеріалів. Діє виїзна торгівля.
- Прекрасне сполучення з Києвом, Овручем, Житомиром через маршрутні таксі.
- Село набуває все більшої популярності як дачне.

## Галерея

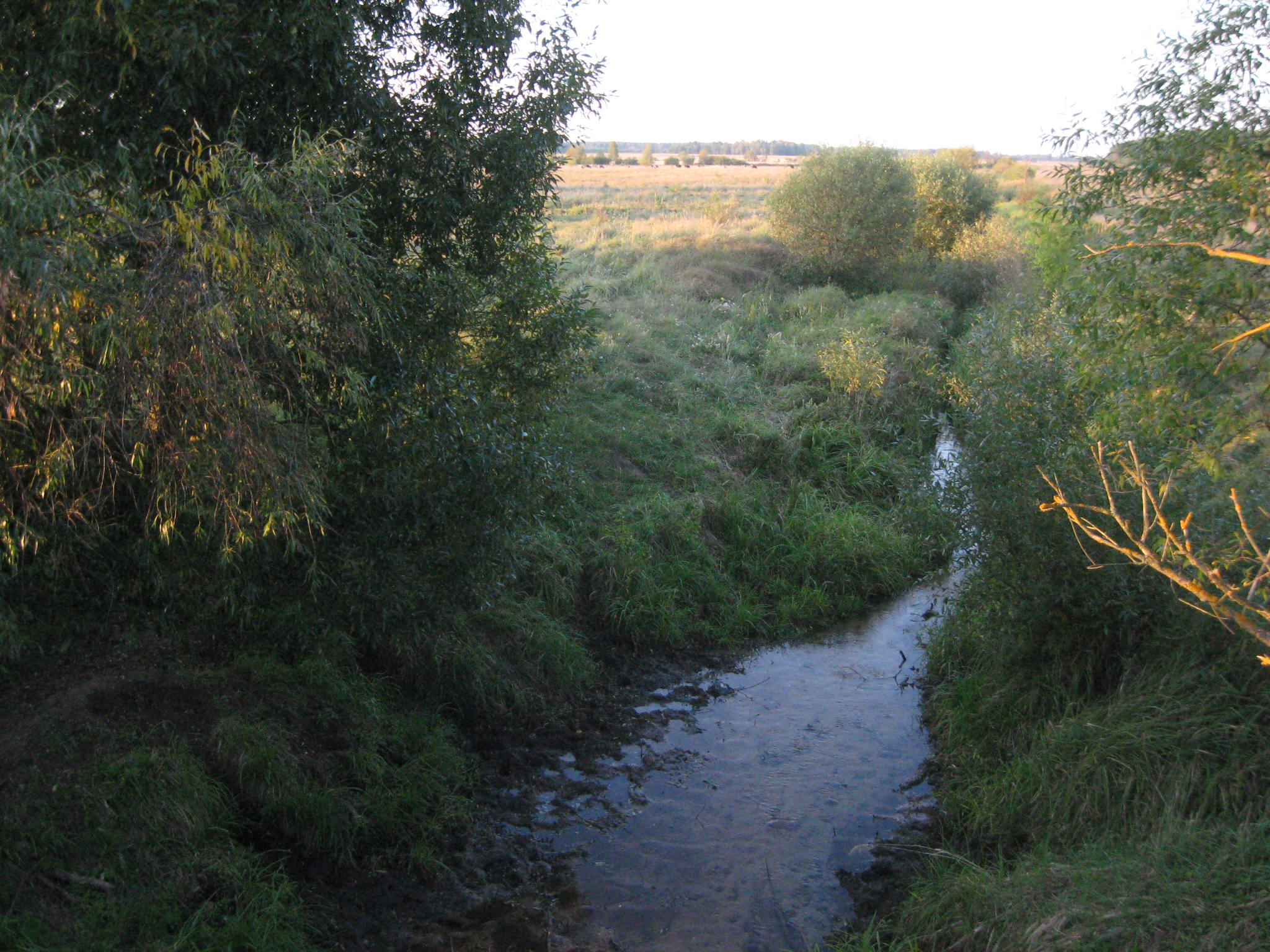
Канал у с.Сухарівка
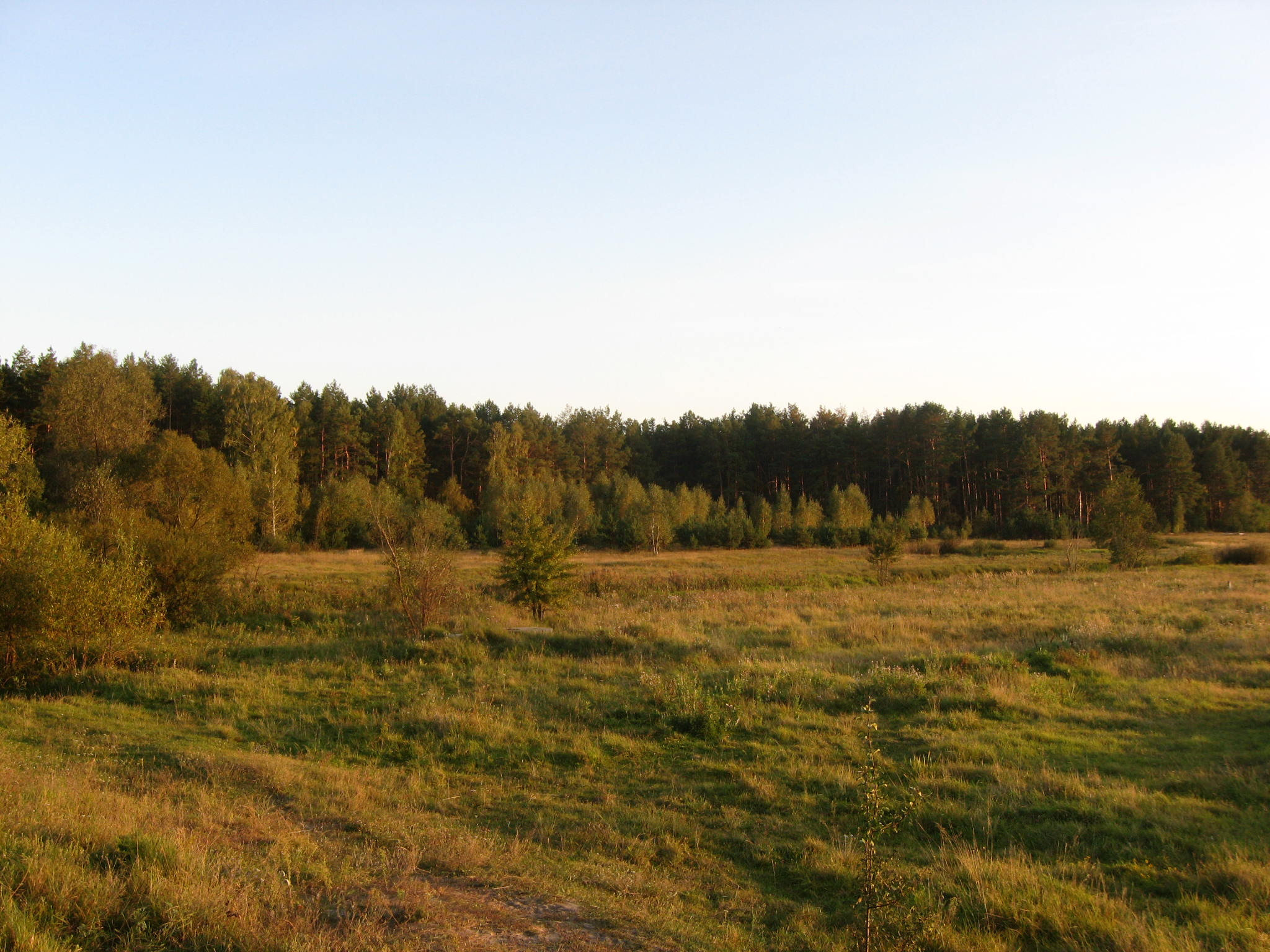
Поле с.Сухарівка

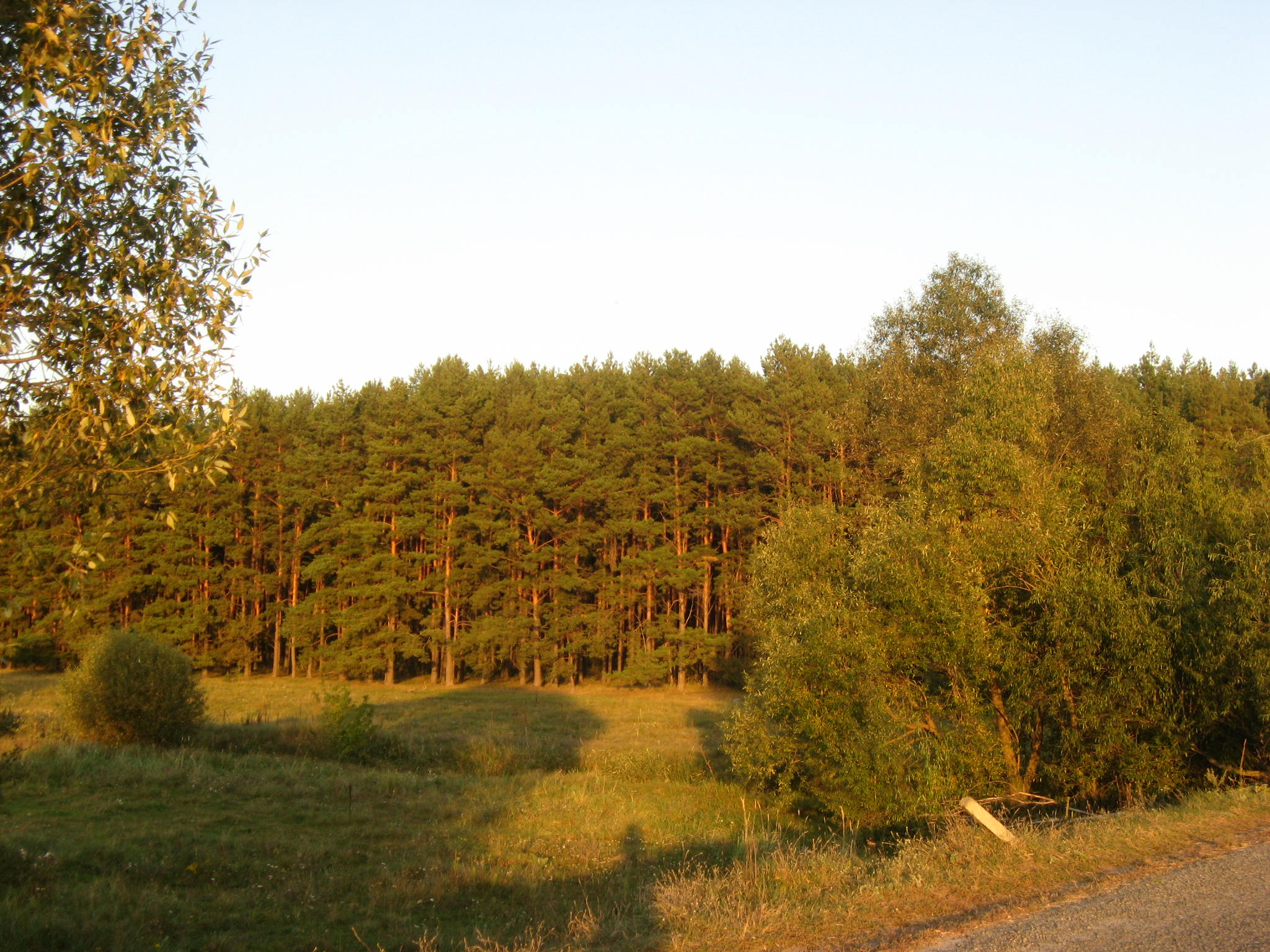
На в'їзді до с.Сухарівка
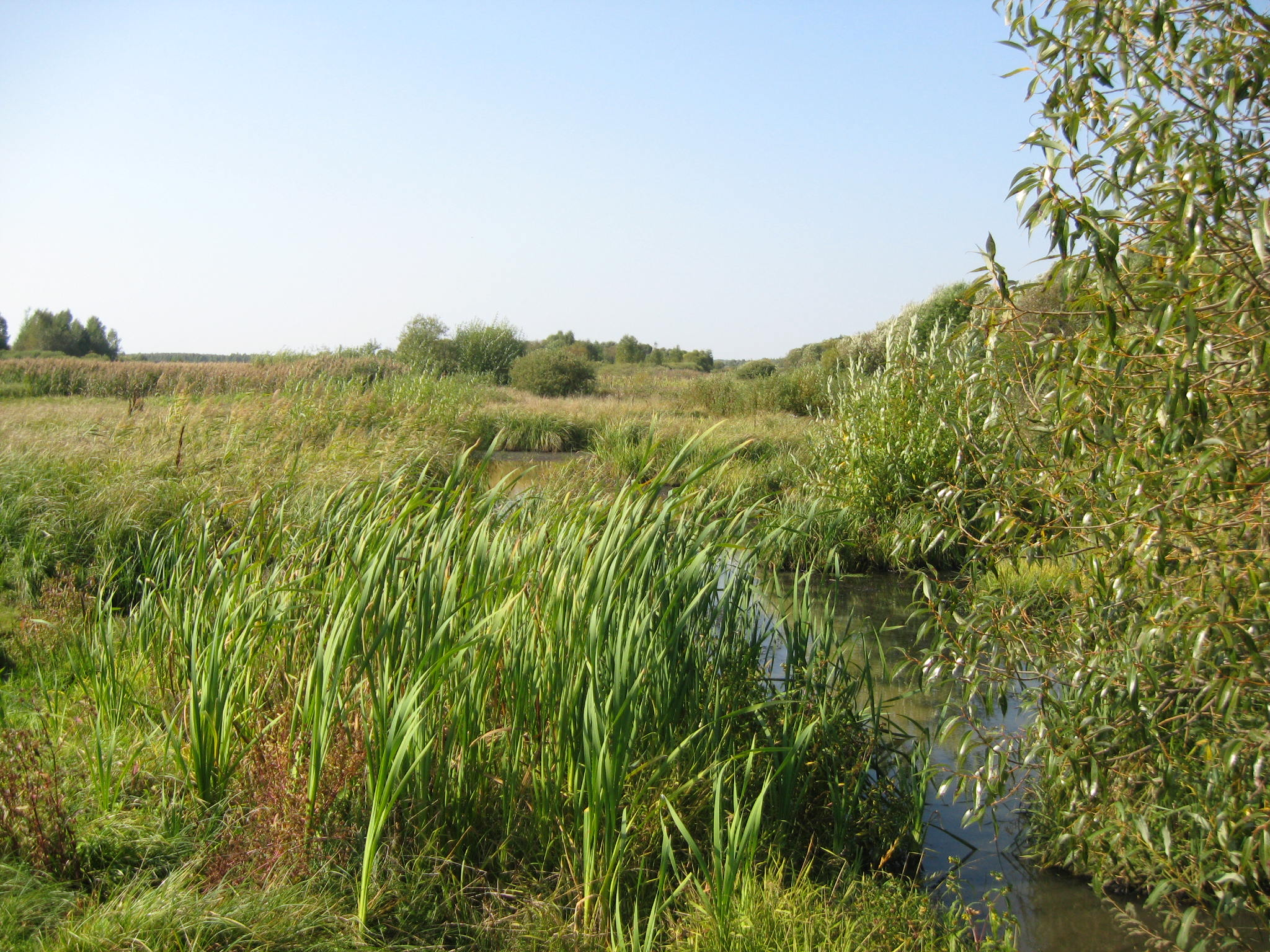
Річка
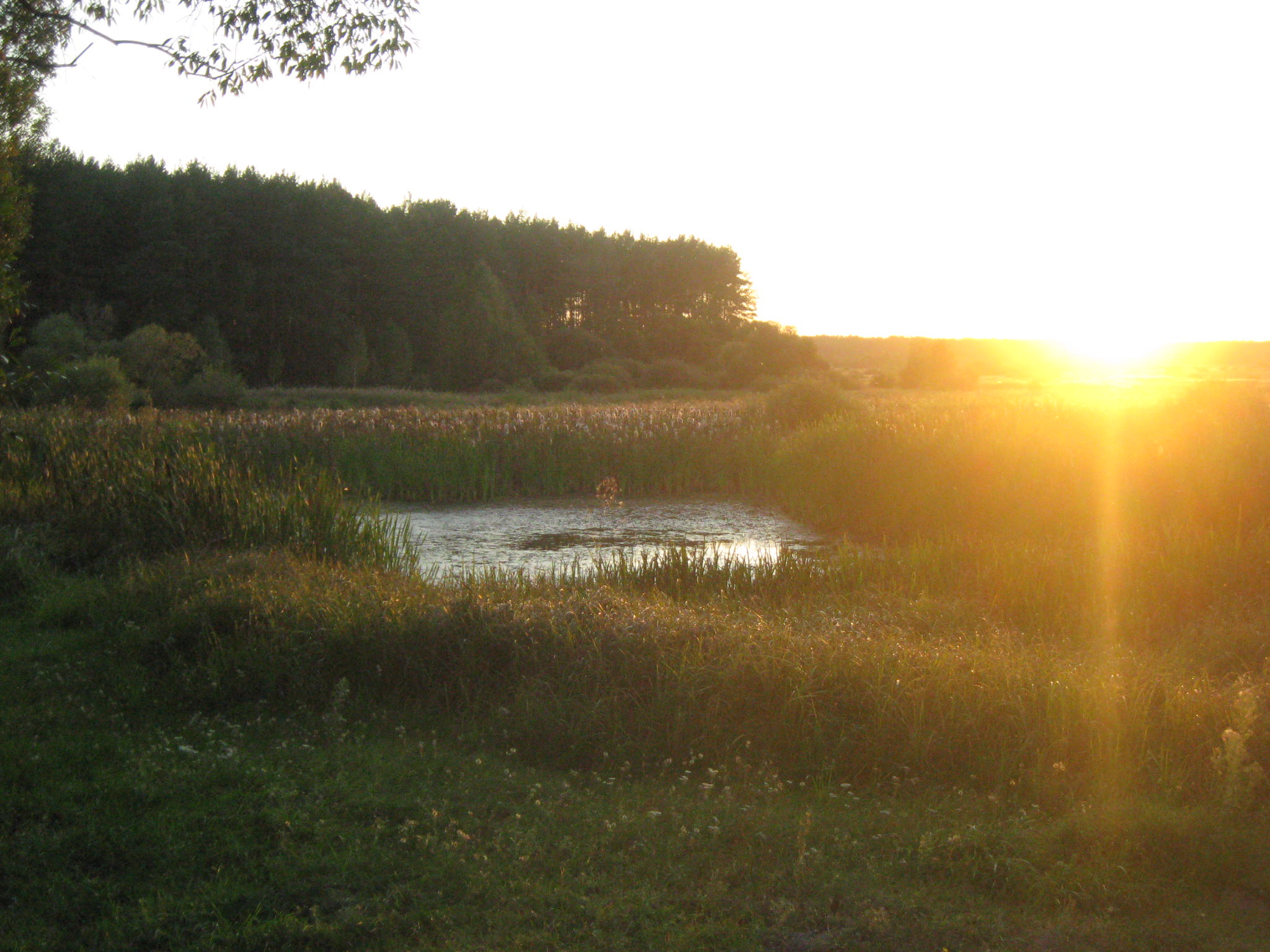
Канал с.Сухарівка
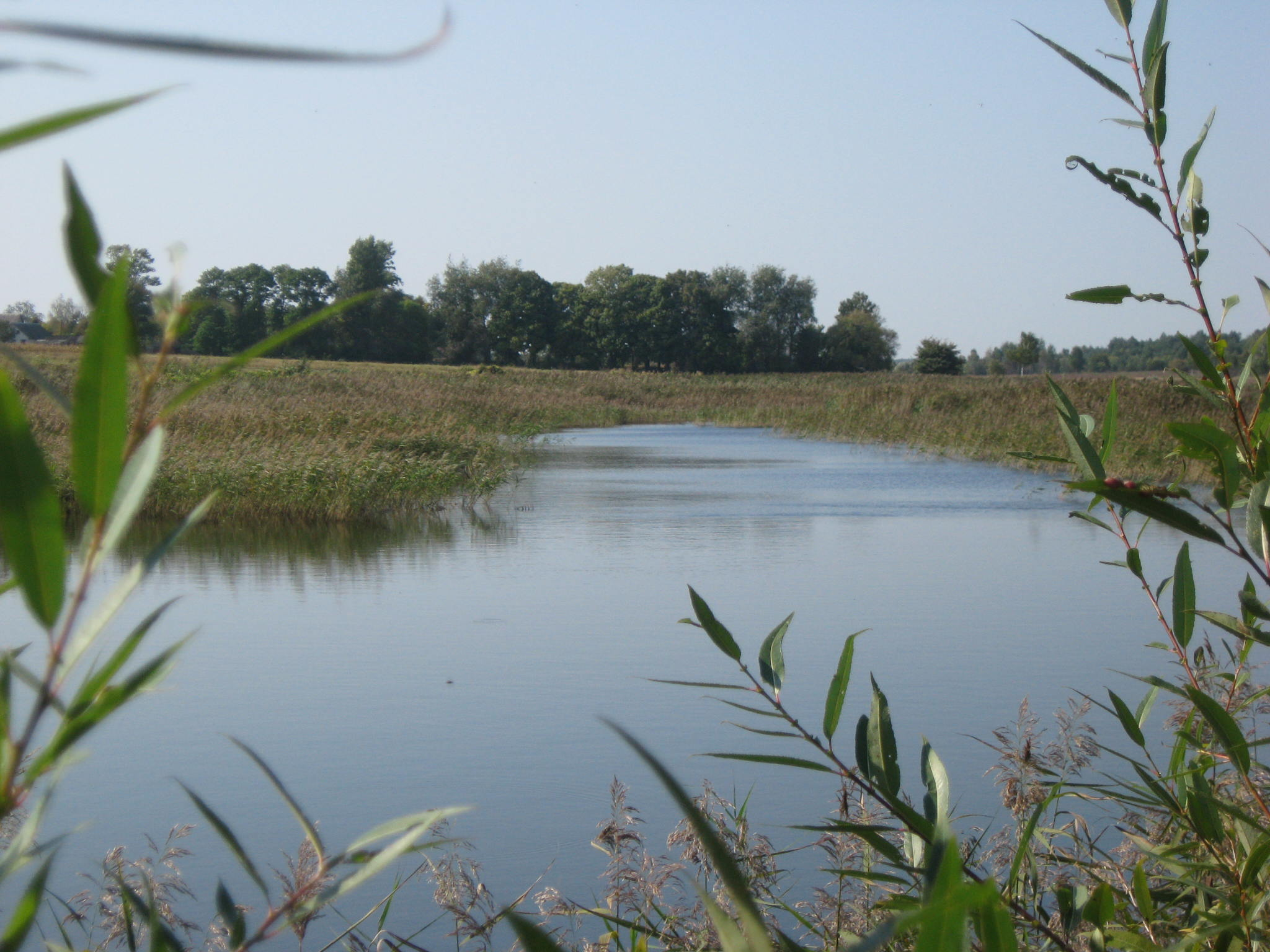
Рибний став
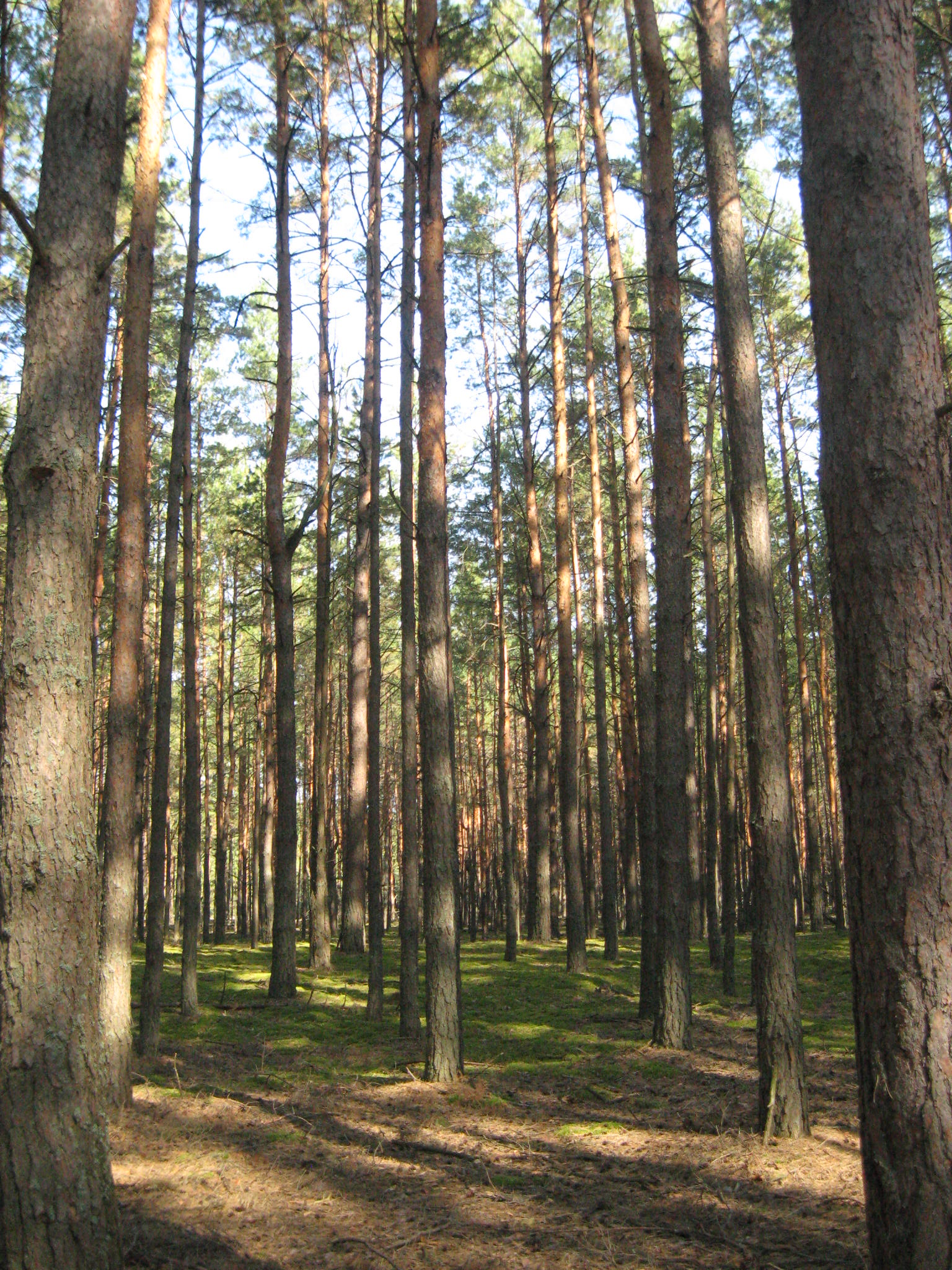
Сухарівський ліс